# 281
Криза Римської імперії у 3 столітті. Правління імператора Проба. У Китаї править династія Західна Цзінь, в Японії триває період Ямато, в Індії період занепаду Кушанської імперії, у Персії править династія Сассанідів.
На території лісостепової України Черняхівська культура. У Північному Причорномор'ї готи й сармати.

## Події
- У римській провінції Германія полководець Боноз оголосив себе імператором, але був розбитий чинним імператором Пробом.
- Імператор Проб повертається до Рима, де йому влаштовують тріумф з нагоди перемог над варварами та узурпаторами.
- Згадка про монгольське плем'я Мужун.